# Dopravný podnik mesta Banská Bystrica

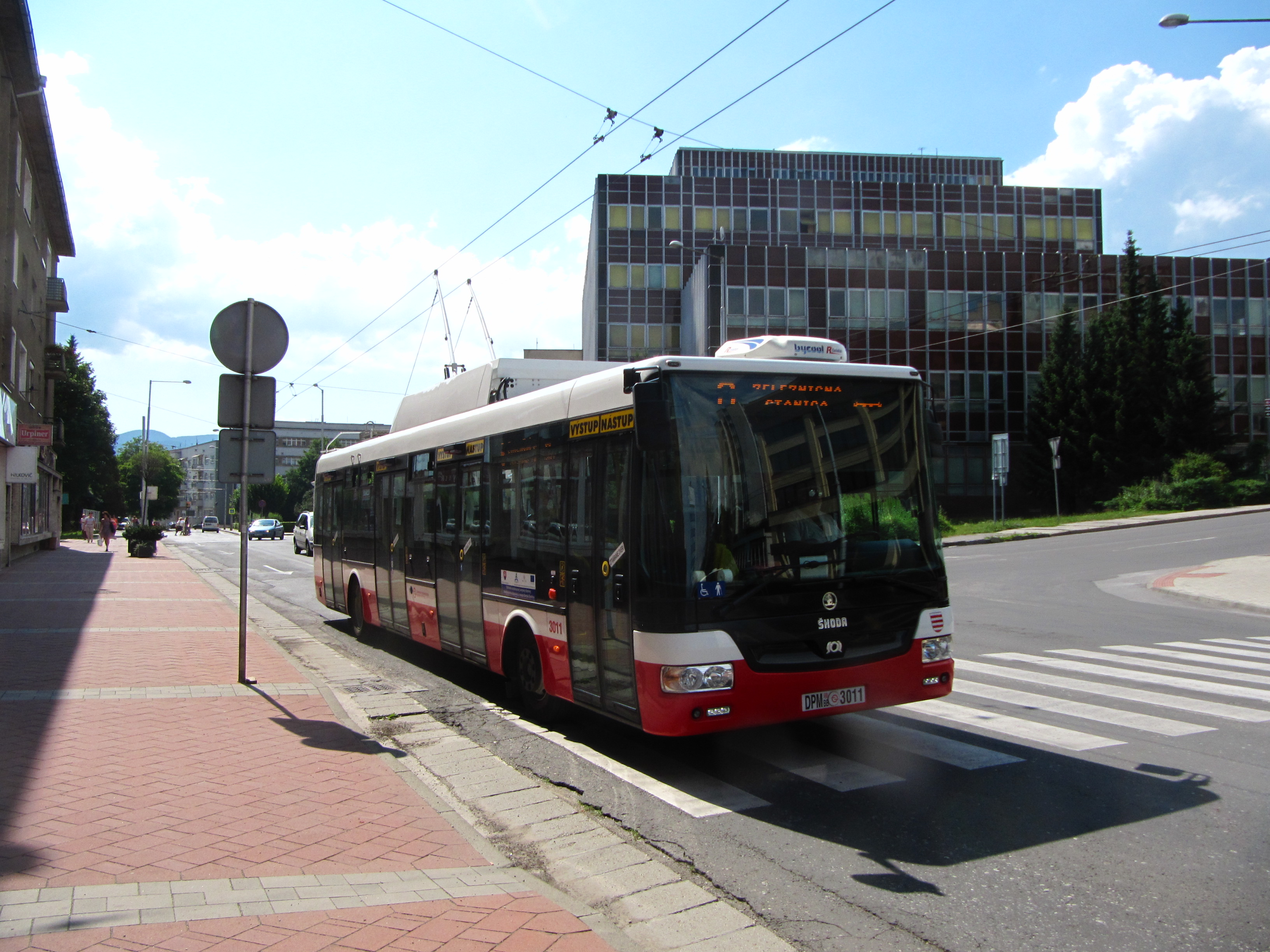
Trolejbus číslo 3011 Dopravného podniku mesta Banská Bystrica v červenci 2012 u Srdiečka

Dopravný podnik mesta Banská Bystrica, a.s. je akciová společnost, která provozuje trolejbusovou dopravu v Banské Bystrici.

## Dějiny
Dopravný podnik mesta Banská Bystrica vznikl ještě v roce 1996 jako společnost s názvem Mestská hromadná doprava Banská Bystrica. Tato společnost byla založena městem Banská Bystrica, přičemž dodnes je město Banská Bystrica jediným a tedy i stoprocentním akcionářem společnosti. V době vzniku byl jeho hlavním úkolem nákup vozidel pro městskou veřejnou dopravu v Banské Bystrici a tedy i zkvalitňování její úrovně. Díky jeho tehdejší činnosti dnes společnost vlastní 35 autobusů a 2 trolejbusy. Také jsou v jejím vlastnictví i některé trolejbusové tratě v samotném městě. Městský podnik Mestská hromadná doprava Banská Bystrica začal vystupovat pod novým obchodním jménem Dopravný podnik mesta Banská Bystrica dnem 28. února 2007. Ještě v listopadu roku 2006 začala společnost poprvé v historii s provozem veřejné dopravy a to na linkách 101 až 105. V současnosti DPMBB provozuje i trolejbusovou dopravu na 8 trolejbusových linkách.